# Robert Jones (football américain)
Pour les articles homonymes, voir Robert Jones (homonymie) et Jones.
(en) Statistiques sur pro-football-reference
Robert Jones (né le 27 septembre 1969 à Blackstone en Virginie) est un joueur de football américain qui évoluait comme linebacker dans la National Football League (NFL).
Produit de l'université de l'Est de la Caroline et choix de premier tour lors de la draft 1992 de la NFL, il a joué au cours de sa carrière pour les Cowboys de Dallas, les Rams de Saint-Louis, les Dolphins de Miami et les Redskins de Washington. Il remporte trois titres du Super Bowl sous les couleurs des Cowboys.